# هارالد بودتكر
هارالد بودتكر (بالنرويجية البوكمول: Harald Bødtker)‏ هو مهندس معماري نرويجي، ولد في 10 مايو 1855 في Namdalen ‏ في النرويج، وتوفي في 12 مارس 1925 في أوسلو في النرويج.